# تي-95
تي-95 (بالإنجليزية: T-95)‏ هو الاسم الشائع وغير الرسمي للدبابة القتالية الروسية من الجيل الرابع، والتي كانت قيد التطوير من قبل أورالفاغونزافود قبل أن يتم إلغاء المشروع في مايو 2010.